# Gaesatusok
A gaesatusok gall vagy germán származású ókori néptörzs. Kr. e. 222-ben a Pó mellékén, Clastidiumnál a rómaiak megverték őket. Nevüket feltehetőleg hajítódárdájukról (gaesum) kapták. Polübiosz és Plutarkhosz említi őket.